# Nattmara (sång)
"Nattmara" är en sång från 1978 skriven av Pugh Rogefeldt.
Låten framfördes i Melodifestivalen 1978 där den slutade på tredje plats med 85 poäng. Dirigent var Anders Berglund. Låten tog sig in på Svensktoppen där den låg mellan den 9 april och 25 juni. Den toppade listan under två veckor. På den svenska singellistan nådde den en andraplats som bäst, en placering den innehade i två veckor. Totalt stannade den fyra veckor på listan.
"Nattmara" gavs aldrig ut på något studioalbum utan släpptes endast som singel. I mars 1978 kom den på svenska och i juni samma år på engelska med titeln "Night Creeper". När albumet Attityder utkom i nyutgåva 2004 inkluderades låten som bonusspår. Den har också getts ut på flera samlingsalbum av Rogefeldt. Den har inte spelats in av någon annan artist.

## Låtlista
Där inte annat anges är låtarna skrivna av  Pugh Rogefeldt.
Den svenska versionen
1. "Nattmara" – 2:23
2. "Speljäveln" – 4:30

Den engelska versionen
1. "Night Creeper" (engelsk text: Thomas Minor)
2. "Backslider"

## Listplaceringar
| Lista (1978) | Position |
| ------------ | -------- |
| Sverige      | 2        |